# Het Restaurant de la Sirène in Asnières
Het Restaurant de la Sirène in Asnières (Frans: Le Restaurant de la Sirène à Asnières) is een schilderij van Vincent van Gogh uit 1887. Sinds 1986 maakt het deel uit van de collectie van het Musée d'Orsay in Parijs.

## Voorstelling
In mei, juni en juli 1887 ging Vincent van Gogh, die bij zijn broer Theo woonde, vaak naar Asnières, een klein stadje aan de oevers van de Seine ten noordwesten van Parijs. Dit was een populaire plek voor dagjesmensen uit de hoofdstad met talrijke restaurants en terrassen. Op en rond het water waren er volop mogelijkheden voor sportieve activiteiten, zoals roeien, zeilen en wandelen. Een spoorlijn verbond het plaatsje met het Gare Saint-Lazare. Omdat de afstand tot Asnières niet groot was, ongeveer vijf kilometer, wandelde Van Gogh erheen om de kosten van het vervoer te besparen.
Net zoals sommige impressionisten schilderde Van Gogh regelmatig plekken waar de inwoners van Parijs voor hun ontspanning heengingen. Anders dan bijvoorbeeld Renoir, richtte hij zich daarbij meer op de buitenkant van de gebouwen dan op de sfeer die er binnen hing. Émile Bernard, met wie Van Gogh in deze periode samenwerkt, vertelde aan de kunsthandelaar Ambroise Vollard dat Vincent van Gogh schilderijen maakte van “nette restaurants met veelkleurige jaloezieën en oleanders". Het Restaurant de la Sirène is hiervan een goed voorbeeld. Het lag aan de Seine, vlak bij de brug van Asnières en de schilder moet hier regelmatig voorbij zijn gelopen. Hij heeft het zeker op drie werken vastgelegd: twee schilderijen en een tekening. Waarschijnlijk laat ook een klein schilderij van de voorkant van een restaurant dit etablissement zien (Voor een restaurant te Asnières).
In het voorjaar van 1887 bracht Van Gogh een bezoek aan een tentoonstelling van de neo-impressionisten, waar werken Seurat en Signac te zien waren. De schilder maakte niet alleen (hernieuwd) kennis met hun pointillistische techniek, maar ook met de omgeving van Asnières, waar zij al werkzaam waren. Op dit schilderij combineerde Van Gogh de verworvenheden van  het impressionisme en het divisionisme. Hij gebruikte een reeks heldere en stralende kleuren op een gele achtergrond met een rode vlek (de rechter muur) en blauwachtige schaduwen. Hij verlevendigde het schilderij door wijnranken, wapperende spandoeken en figuren van mensen toe te voegen, bijvoorbeeld op het balkon op de bovenverdieping en aan een cafétafel voor het gebouw. Met fijne penseelstreken schilderde hij de naam van het restaurant op het bord aan de voorkant.  

## Herkomst
- na de dood van de schilder en zijn broer, komt het schilderij in bezit van Theo's weduwe, Johanna Bonger.
- in bezit van Amedée Schuffenecker, Clamart, broer van de schilder Émile Schuffenecker, die het werk waarschijnlijk eerder in bezit had.
- tot 1921: in bezit van de schrijver en politicus Joseph Reinach.
- 1921: nagelaten aan het Louvre.
- 1923: overgebracht naar het Musée du Luxembourg.
- 1929: overgebracht naar het Louvre.
- 1947: overgebracht naar de Galerie nationale du Jeu de Paume.
- 1986: overgebracht naar het Musée d'Orsay.

## Afbeeldingen

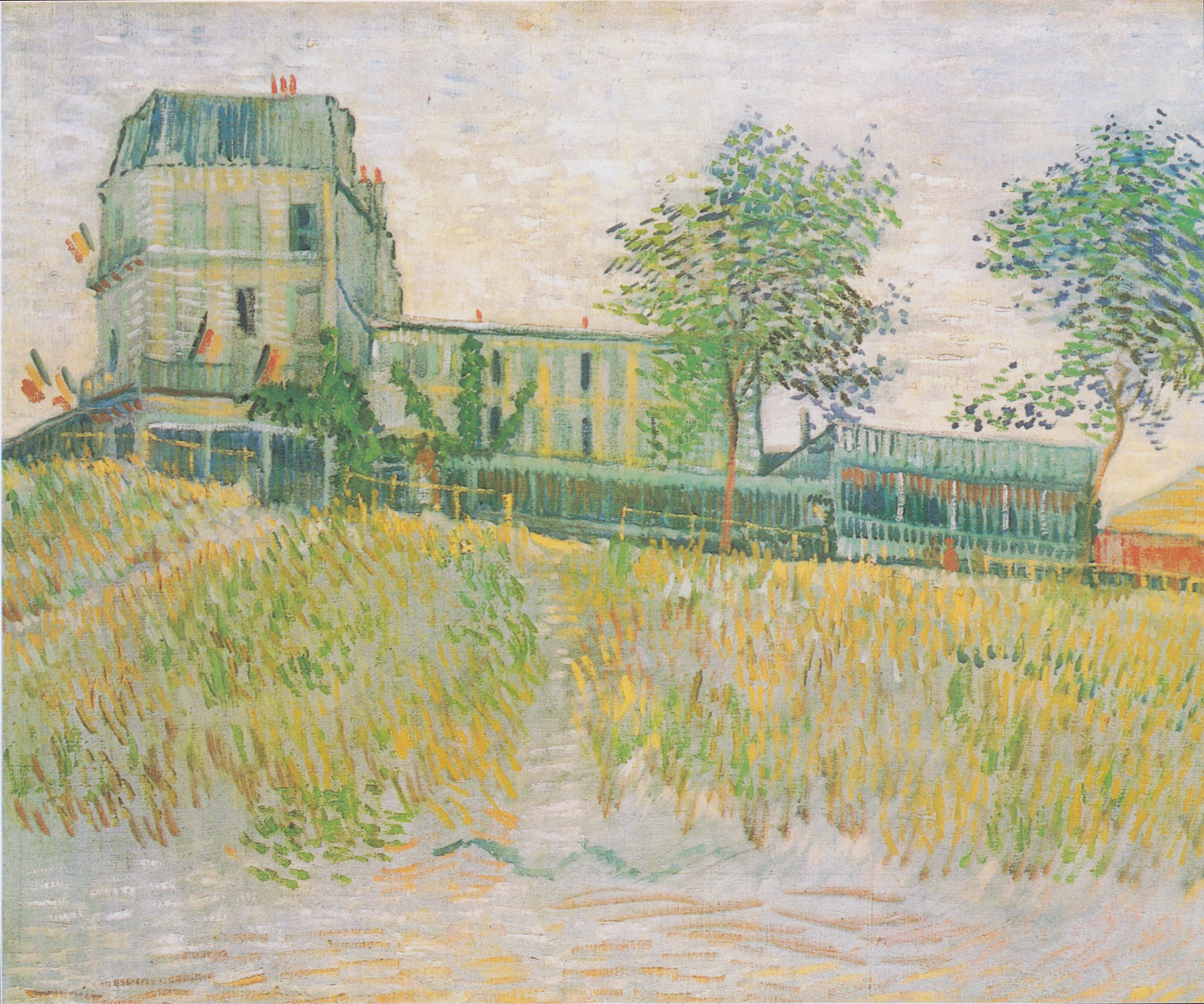
Restaurant de la Sirène, Asnières
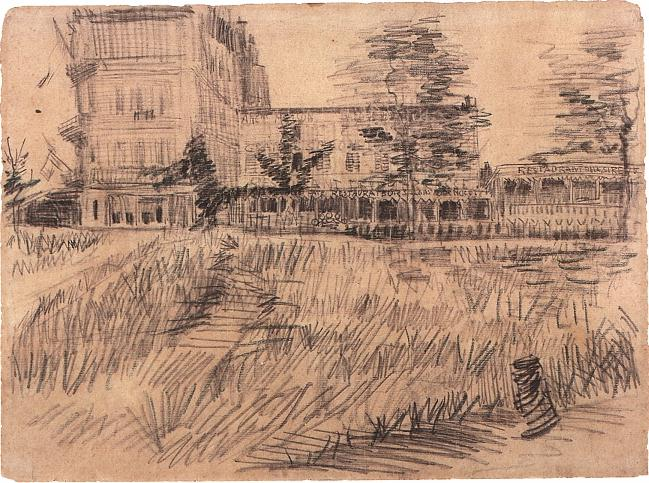
Restaurant de la Sirène te Asnières
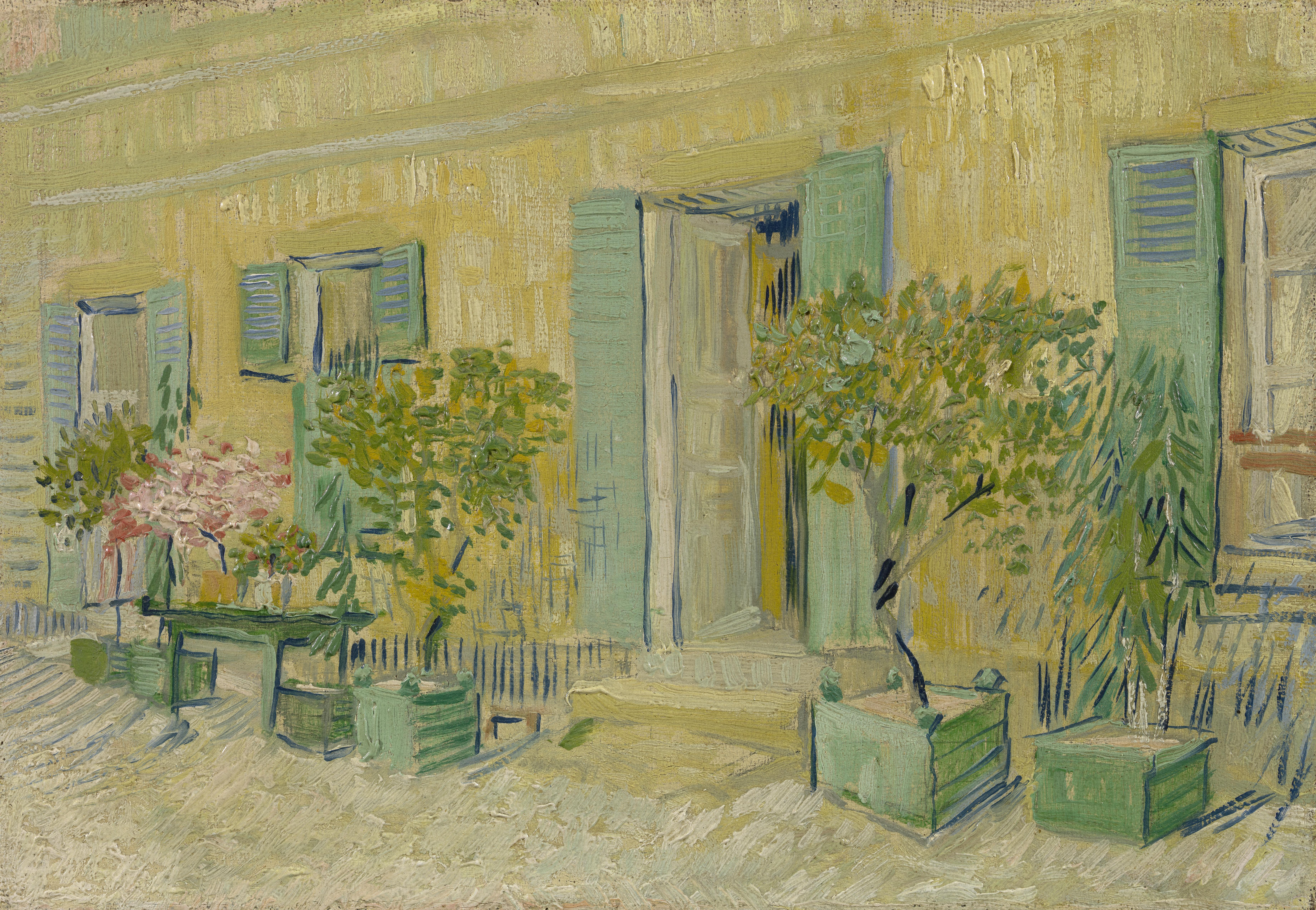
Voor een restaurant te Asnières